# Згар (Деражнянский район)
Згар (укр. Згар) — село в Деражнянском районе Хмельницкой области Украины.
Население по переписи 2001 года составляло 62 человека. Почтовый индекс — 32235. Телефонный код — 3856. Занимает площадь 0,937 км². Код КОАТУУ — 6821582503.

## Местный совет
32236, Хмельницкая обл., Деражнянский р-н, с. Гришки, ул. Шевченка, 5